# 水野正敏
水野 正敏（みずの まさとし、1954年〈昭和29年〉5月7日 - ）は、日本のベーシスト。エレクトリックフレットレスベースおよびアコースティックベース（ウッドベース）を演奏。音楽プロデューサーとしても多くのアルバムを世に送り出している。

## 略歴
大阪市生まれ。大阪市立都島小学校、大阪市立都島中学校。大阪府立泉尾高等学校卒業、大阪デザイナー専門学校卒業。

## 人物
1970年（昭和45年）から1972年まで、立体美術家集団「The PLAY」にて活動、「京都ビエンナーレ展」等に参加した。
1974年19歳の時にベースを手にして翌1975年20歳でプロ・ベーシストとしてデビュー。大阪にてJazzLive House「loft 6」「Duke」「Royal Horse」のレギュラー・ベースとして活動。1984年に上京、1987年親善大使としてアフリカ・ツアーにも参加した。
村上秀一、佐山雅弘とPONTA_BOXを結成しメジャーデビュー。1994年（平成6年）にアルバムPONTA BOXを発表した。
1995年モントルー・ジャズ・フェスティバルに出演。ライヴ・アット・モントルー・ジャズを発表後にPONTA BOXを脱退したが、2014年のモントルー・ジャズ・フェスティバル・ジャパン・イン・かわさきに、Original Ponta Boxとして出演した。
現在までにFragileほか60超のユニットを結成。MIZUNO METHOD、A.P.J.、GG、≒3X3、Preface、Waftなどで活動しており、2019年（令和元年）ミュージシャン30名による2枚組MIZUNO METHODも発表した。

### プロデューサー、講師
実践と理論を兼ね備えた数少ないプロデューサー・ベーシストとして「常に新しい試みに挑戦する」姿勢で作曲やプロデュースをしている。
スタジオワークや制作だけでなく、1988年（昭和63年）からテレビドラマや映画の音楽監督も務めており、TBS『別れぬ理由』やテレビ東京『水曜サスペンス劇場』、日本テレビ系列局『ウェークアップ』（現『ウェークアップ!ぷらす』のテーマ曲なども担当した。
1987年まで甲陽音楽学院、キャットミュージックカレッジ専門学校（CAT）、アン・コンテンポラリーミュージックなどで講師を担当。2004年（平成16年）水野式ベース道場を開講し、後進の育成に努めている。
1994年（平成6年）に初登場したベースマガジンのインタビューで水野は、自分のベースを所有せず弟子のベースを借りてレコーディングに臨み、モニターしてくれるメーカーを募集していると語り、その直後にESPとモニター契約を結んでいる。

## 主な著作
オリジナル曲は200曲超、発表CD・DVDは70枚。教則本17冊、教則DVD5枚も出している。

### 主な著書
- 『ロックベーシストのためのジャズ講座』（リットーミュージック、1998年）
- 『水野正敏が斬る!ベース理論クリニック』（シンコーミュージック、2003年）
- 『水野正敏が斬る!ベース実践理論クリニック』（シンコーミュージック、2005年）

- 『カタチで覚えるベース・ソロ シールに沿ってひたすら弾くだけ!』（リットーミュージック、2007年）
- 『水野式 作曲メソッド解体新書』（シンコーミュージック、2007年）
- 『ベースライン超入門塾　読み方、弾き方、作り方』（シンコーミュージック、2008年）
- 『見て・盗る! ベース・クリニック』（シンコーミュージック・エンタテイメント、2008年）
- 『水野式 ベーシストのためのスラスラ譜読み塾』（シンコーミュージック、2009年）
- 『水野式 ベーシストのための指板図理論講座』（シンコーミュージック、2010年）
- 『水野式 ベース･ライン入門講座』（シンコーミュージック・エンタテイメント、2011年）
- 『水野式 ベーシスト演奏向上解体新書』（シンコーミュージック・エンタテイメント、2011年）
- 『水野式 ウォーキング・ベース・ライン辞典 』（シンコーミュージック、2013年）
- 『水野式 ジャズ・セッションのルールブック』（シンコーミュージック、2015年）
- 『水野式 アドリブに役立つ曲のコード・スケール・アナライズ』（シンコーミュージック、2016年）
- 『水野式 ウォーキング・ラインのルールブック』（シンコーミュージック、2017年）
- 『解いて学ぶ! 水野式コード理論ドリル』（シンコーミュージック、2018年）
- 『水野式 ベースの新指板図理論塾』（シンコーミュージック、2019年）
- 『水野式 音楽現場で困らないベース理論実践ガイド』（シンコーミュージック、2020年）
- 『水野式 音楽理論のトリック』（シンコーミュージック・エンタテイメント、2021年）

### 教則DVD
- 『ウォーキング・ベースの常套句』（教則DVD、リットーミュージック、2005年）

### 監修
- 『解いて学ぶ! マリ Style リズム・ドリル』（桝谷マリ著、シンコーミュージック、2018年）